# 地乐酚
地乐酚（化学名：6-仲丁基-2,4-二硝基苯酚，6-sec-butyl-2,4-dinitrophenol）是一种含氮有机化合物，分子式C10H12N2O5，属于二硝基苯酚类除草剂，常温常压下为橙色结晶固体，不溶于水。